# Dīnhāta
Dīnhāta är en ort i Indien.   Den ligger i distriktet Koch Bihār och delstaten Västbengalen, i den östra delen av landet, 1 200 km öster om huvudstaden New Delhi. Dīnhāta ligger 42 meter över havet och antalet invånare är 42 381.
Terrängen runt Dīnhāta är mycket platt. Runt Dīnhāta är det tätbefolkat, med 913 invånare per kvadratkilometer. Trakten runt Dīnhāta består till största delen av jordbruksmark.